# Humphreyia
Humphreyia is een geslacht van tweekleppigen uit de  familie van de Penicillidae.

## Soort
- Humphreyia strangei (A. Adams, 1854)